# Туманс, Харийс
Харийс Туманс (лат. Harijs Tumans; родился 1 ноября 1967 года в Риге) — латвийский историк-антиковед, специалист по истории Древней Греции. Доктор исторических наук (1996), профессор Латвийского университета.

## Биография
В 1984–1986 гг. учился на истфаке Латвийского государственного университета, в 1988–1992 гг. — на истфаке Санкт-Петербургского университета, где окончил обучение на кафедре истории древней Греции и Рима у профессора Фролова Э. Д.. В 1986–1988 гг. проходил срочную службу в Советской армии. В 1992–1995 гг. обучался в докторантуре Латвийского университета (ЛУ), доктор исторических наук (1996). С 1992 года преподает на историко-философском факультете ЛУ. Доцент (1999), ассоциированный профессор (2001), государственный профессор (2015) ЛУ.
Стажировался в университетах Мюнстера (Германия) и Базеля (Швейцария). За подготовку книги Varoņi un varonība Senajā Grieķijā (с латышского "Герои и героизм в Древней Греции") признан Историком 2015 года в Латвии.
Публиковался в ВДИ.